# Bienno
Bienno (Bién in dialetto camuno) è un comune italiano di 3 769 abitanti della provincia di Brescia in Lombardia. Bienno fa parte del club de "I borghi più belli d'Italia" creato della Consulta del Turismo dell'Associazione dei Comuni Italiani (ANCI).

## Geografia fisica

### Territorio
Il paese sorge nella Val Grigna, sul lato settentrionale del torrente Grigna.

### Clima
Il clima a Bienno è freddo e moderato, con piovosità significativa durante tutto l'anno.
La temperatura media annuale è di 6,4 °C, essendo luglio il mese con temperature più alte (20,2 °C) e gennaio il mese con temperature più basse (-8,7 °C).
La piovosità media annuale è di 1807 mm. In particolare le piogge sono più scarse nel mese di gennaio (67 mm) e più abbondanti nel mese di giugno (213 mm).
| [ 7 ]               | Mesi | Mesi | Mesi | Mesi | Mesi | Mesi | Mesi | Mesi | Mesi | Mesi | Mesi | Mesi | Stagioni | Stagioni | Stagioni | Stagioni | Anno  |
| [ 7 ]               | Gen  | Feb  | Mar  | Apr  | Mag  | Giu  | Lug  | Ago  | Set  | Ott  | Nov  | Dic  | Inv      | Pri      | Est      | Aut      | Anno  |
| ------------------- | ---- | ---- | ---- | ---- | ---- | ---- | ---- | ---- | ---- | ---- | ---- | ---- | -------- | -------- | -------- | -------- | ----- |
| T. max. media (°C)  | 1,5  | 2,2  | 5,8  | 9,5  | 14,5 | 18,5 | 20,2 | 19,9 | 16,1 | 11,9 | 6,4  | 2,6  | 2,1      | 9,9      | 19,5     | 11,5     | 10,8  |
| T. min. media (°C)  | −8,7 | −7,8 | −3,4 | 0,0  | 4,5  | 8,9  | 11,0 | 11,0 | 7,9  | 4,1  | −0,9 | −6,1 | −7,5     | 0,4      | 10,3     | 3,7      | 1,7   |
| Precipitazioni (mm) | 67   | 70   | 92   | 158  | 197  | 213  | 204  | 199  | 170  | 174  | 177  | 86   | 223      | 447      | 616      | 521      | 1 807 |

## Origini del nome
Basandosi sull'attestazione medievale Boenno Dante Olivieri fa derivare il toponimo dal prelatino bova ("smottamento"), confinante con Bienno ma in Val Trompia c'è Bovegno che in lingua locale si dice Böegn quindi non è da escludere un collegamento. Secondo il Gnaga è invece un antroponimo latino: Biennus. Da segnalare che il termine biennium in tarda latinità indicava il canale del mulino.

## Storia
I primi insediamenti risalgono all'età del bronzo. In seguito vi si insediarono i Camuni, lasciando testimonianze in cima al colle del Cerreto, dove si trova la "preda dell'altare", un masso erratico con sopra ritrovate incisioni rupestri.
Grazie alla grande disponibilità di ferro nelle miniere nelle montagne che circondavano l'antico insediamento, Bienno, ma come tutta la Valcamonica erano fondamentali per l'impero romano, il che favorì lo sviluppo della valle.
Intorno al XI secolo arrivarono in paese i monaci benedettini, i quali costruirono il "Vaso Re", canale artificiale in legno che deviava parte delle acque del vicino torrente Grigna all'interno del paese. Il canale alimentava le ruote idrauliche delle fucine, dei mulini e delle segherie. In particolare le fucine furono importanti per lo sviluppo del paese. Si stima che nel XVI secolo ci fossero più di 100 magli ad acqua attivi.

La produzione nelle fucine variava: attrezzi agricoli, padelle, secchi da muratore, strumenti per carpenteria. Ma i prodotti principali fino al XVII secolo furono armi bianche e armature. E questo commercio arricchì il paese e favorì la costruzione di opere pubbliche.

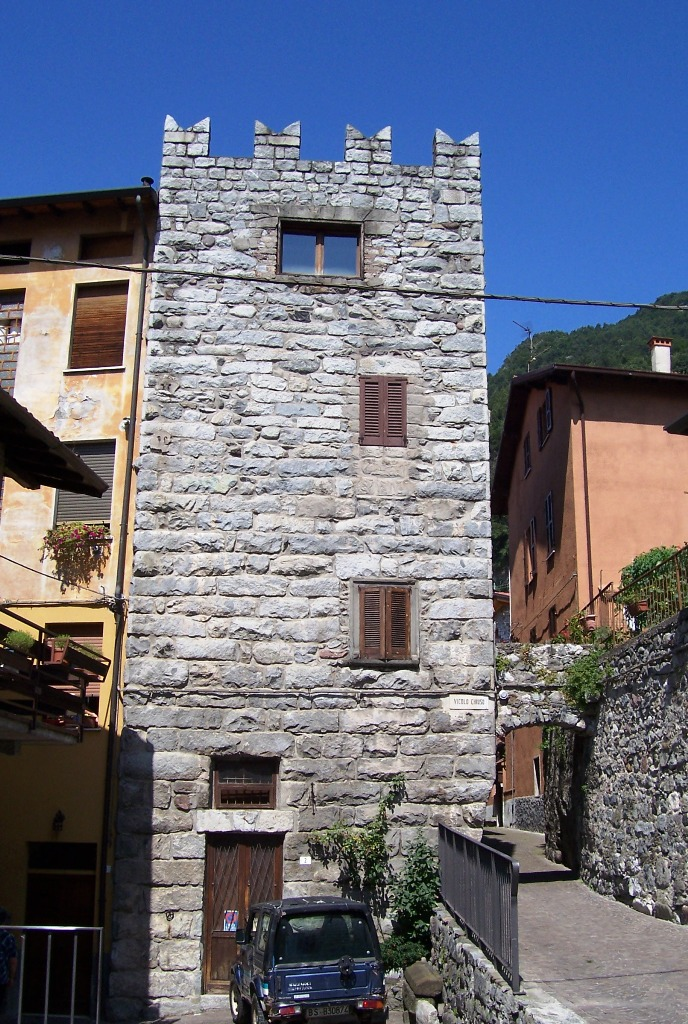
Casatorre

Il paese era munito di dieci torri ed un piccolo castello, trasformato in monastero dai benedettini, e uno più grande, che si trovava dove ora c'è la parrocchia.
Nel 1295 vi è una contesa con Bovegno circa alcuni pascoli in quota.
Il 25 gennaio 1350 il vescovo di Brescia investe iure feudi dei diritti di decima nei territori di Bienno il Comune (vicinia) e gli uomini di Bienno, cosa accaduta già nel 1295, 1336, e in seguito nel 1388, 1423 e 1486. e confermato anche il 20 agosto 1423.
Nel 1374 i beni sono investiti a Franceschino e Comino Ronchi.
Nel 1391 la terra di Bienno, ghibellina, subì una vasta razzia di bestiami causata dai guelfi camuni guidati dai Nobili di Lozio.
Alla pace di Breno del 31 dicembre 1397 il rappresentante della comunità di Bienno, Bertolino di Martino Lanini, si schierò sulla sponda ghibellina.
Nel 1592 è fondato l'Istituto delle Zitelle, che sovveniva alle nubende tra 15 e 40 anni prive di mezzi sufficienti, punché in possesso di una "condotta irreprensibile". Del 1624 è invece la nascita della Casa di Dio, una specie di ricovero per anziani.
Nel 1799, a seguito dell'abolizione delle Vicinie i vicini di Bienno divisero tra loro i beni comuni. Ciò portò ad una vertenza con lo Stato, che li riteneva beni demaniali. Essa si protrasse per più di un secolo, tanto che nel 1901, per fronteggiare un assembramento minaccioso presso l'ufficio comunale, i carabinieri si lasciarono prendere la mano e spararono sulla folla, uccidendo una donna ed un ragazzo. Una soluzione di compromesso venne trovata definitivamente solo nel 1927.
Tra il 1805 ed il 1815 il comune di Bienno fu unito a quello di Prestine col nome di "Bienno con Prestine".
Il senatore Alessandro Fè d'Ostiani fu sindaco dal comune di Bienno dal 1899 al 1905 anno della sua morte.
Il 20 dicembre 2015 si è svolto un referendum che ha sancito l'unione dei Comuni di Bienno e Prestine.
Il 23 aprile 2016 il comune di Prestine è stato incorporato nel comune di Bienno con la Legge Regionale 21 aprile 2016 n.9, pubblicata sul Bollettino Ufficiale della Regione Lombardia n.16, suppl. del 22 aprile 2016. Al referendum del comune di Bienno ha risposto Sì l'86,93% dei votanti con un'affluenza alle urne del 31,71% degli aventi diritto. Ha prevalso il Sì anche a Prestine con il 51,45% e affluenza del 63,25%. Considerando l'insieme dei territori dei comuni oggetto della fusione, in base ai dati del censimento del 2011, il nuovo comune unico ha una popolazione legale (popolazione nota dall'ultimo censimento) di 3 958 abitanti. Pertanto, dall'aprile 2016 Prestine ha cessato di essere comune ed è divenuto frazione di Bienno.

### Feudatari locali
Famiglie che hanno ottenuto l'infeudazione vescovile dell'abitato:
| Famiglia          | Stemma | Periodo  |
| Vicinia di Bienno |        | 1350 - ? |
| Ronchi            |        | 1374 - ? |

### Simboli
Lo stemma di Bienno è molto antico e se ne trova testimonianza al centro della trabeazione superiore dell'organo della parrocchiale dei SS. Faustino e Giovita realizzato nel XVII secolo: uno scudo di forma ovale diviso orizzontalmente in due campi di rosso e di nero. Lo stemma si trova spesso disegnato in modo errato con la troncatura orizzontale arcuata, probabilmente per un iniziale tentativo di dare una certa tridimensionalità, ma si tatta di un'evidente corruzione della storica forma della balzana originaria.
Il gonfalone è un drappo partito di rosso e di nero.

## Monumenti e luoghi d'interesse

### Architetture religiose

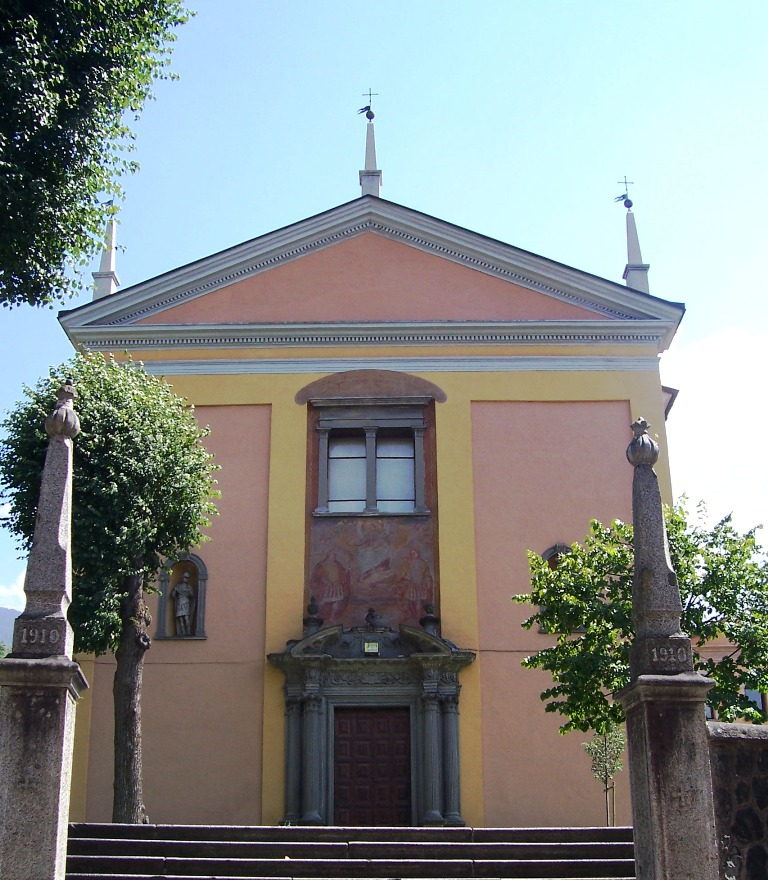
Parrocchiale dei Santi Faustino e Giovita

Chiesa dei Santi Faustino e Giovita
Chiesa parrocchiale riedificata in forme barocche controriformate su spinta di San Carlo Borromeo nei primissimi anni del Seicento presenta un'unica navata con sei altari laterali. Degni di nota il ciclo pittorico per la maggior parte di Giovanni Mauro della Rovere, le cancellate in ferro battuto del 1647 e l'organo seicentesco originalmente eretto da Graziadio IV Antegnati attorno al 1640, ampliato e ricondotto al gusto ottocentesco, pur conservando le parti antiche, dall'organaro bergamasco Giovanni Manzoni nel 1891. Attualmente viene utilizzato largamente anche per apprezzati concerti a causa della sua magnifica intonazione. Nell'abside dell'altare maggiore una pala settecentesca attribuita a Giovan Battista Pittoni, che rappresenta il martirio dei due Santi titolari. L'edificio dapprincipio attribuito al Bagnadore, sembra ora doversi ad un progetto del Lantana, mentre il campanile del 1536 è quello della chiesa preesistente di cui conserva l'orientamento, ruotato di qualche grado rispetto all'edificio attuale.

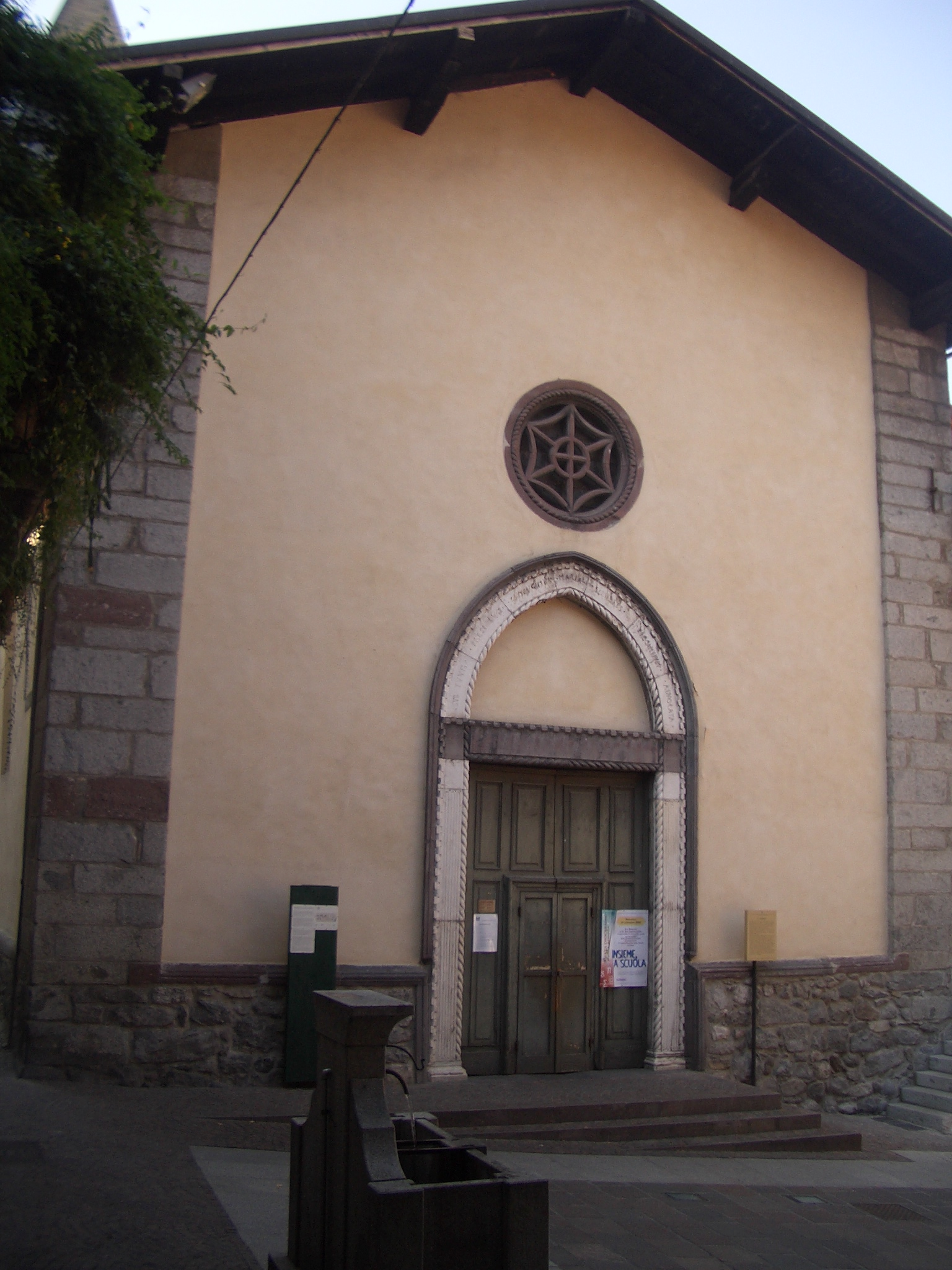
Chiesa di Santa Maria Annunciata
Piccola chiesa gotica nella parte bassa del centro storico, la chiesa di Santa Maria Annunziata (detta un tempo Santa Maria degli Orti). Ad una sola navata, contiene affreschi di notevole valore prodotti nel corso del XV e XVI secolo da diversi artisti, fra cui Giovanni Pietro da Cemmo e, soprattutto, Girolamo di Romano, detto il Romanino. Spiccano, fra gli altri, una danza macabra sulla parete destra prima del presbiterio e numerosissimi ex voto. Interessanti come testimonianza delle tradizioni di fede della Valcamonica sono le immagini di santi affrescata lungo le pareti della navata: tra di esse ben tre sono dedicate a Simonino di Trento. La pala dell'altare maggiore raffigurante la Annunciazione è opera del Fiamminghino (1632) sulla controfacciata straordinario lacerto di affresco sul Compianto di Cristo morto, di sapore fiammingo, opera di un anonimo frescante del XV secolo convenzionalmente denominato "Maestro di Bienno".
Eremo di San Pietro e Paolo

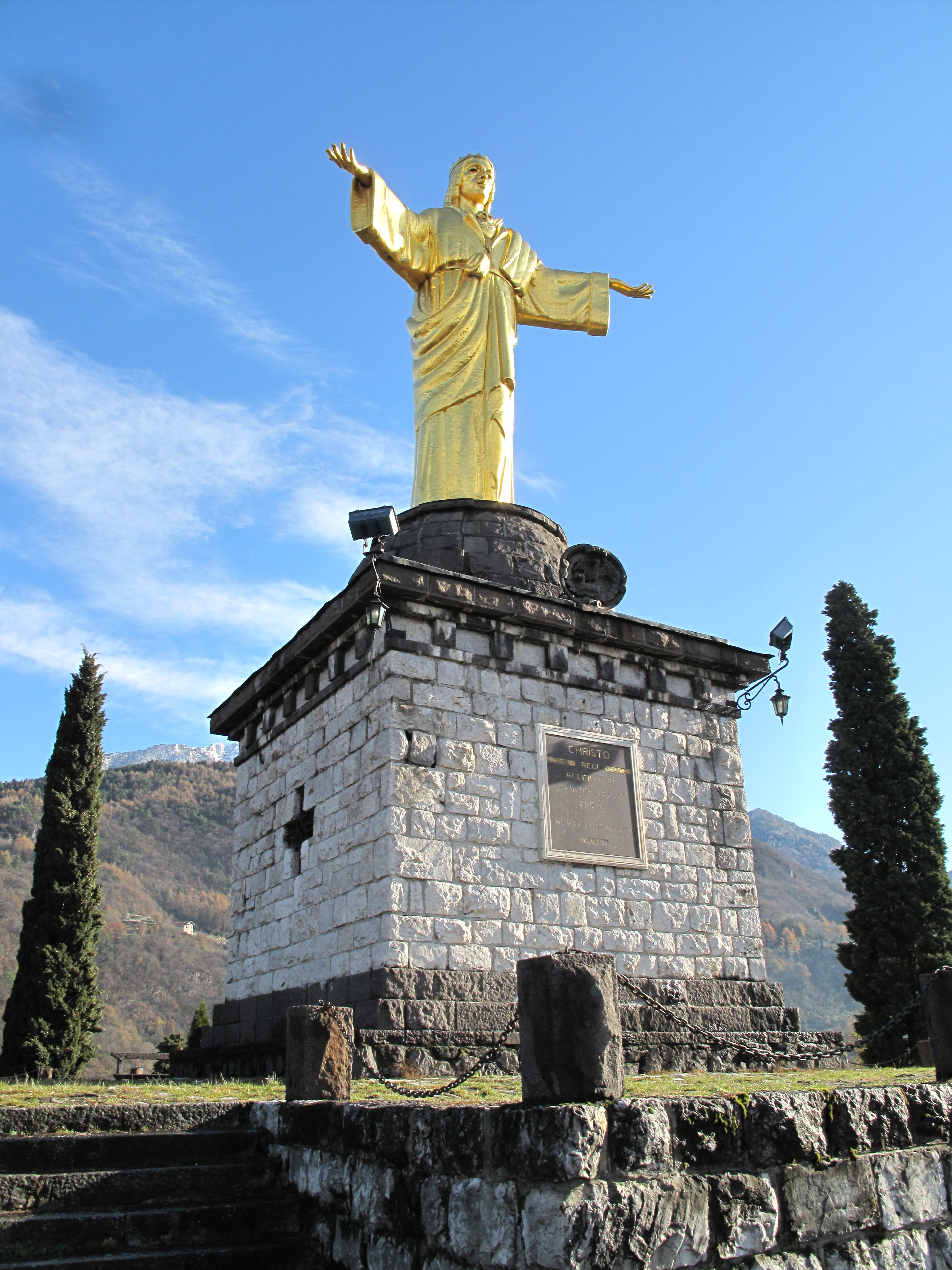
Statua di Cristo Re (Timo Bortolotti - 1930)

Completamente ricostruito nella seconda metà del XX secolo, aveva origine nel XI, XII secolo quando in Valcamonica arrivarono i Cluniacensi. Nel 1768 viene soppresso dal Gran consiglio di Venezia, con cessione dei beni alla comunità di Valle Camonica.
Chiesetta di San Defendente
Su una collinetta presso l'ingresso nord di Bienno, risale al XV secolo, ricavato probabilmente da una torre di vedetta di cui rimangono solo un muro intatto ed altre frazioni.
Chiesetta di San Pietro in Vincoli (o San Peder Süc)
Chiesa del secolo XVI. La pala d'altare è custodita in municipio. Sorge su di un'antica ara di Bacco (secondo alcuni, da questo deriverebbe il nome San Pietro Succo) di cui si vedono i resti sul retro della costruzione, per altro chiaramente delineata dall'esame stratigrafico del muro sinistro dell'attuale edificio. Una possibile origine del nome sarebbe legata all'assenza di campanile, che farebbe assomigliare la chiesetta ad una capra senza corna (cavra süca).
Colle di Cristo Re
Vi sorge il monumento a Cristo Re, statua dorata risalente al 1929 opera di Timo Bortolotti. Accanto, la chiesa della Maddalena, con affreschi di Paolo da Cailina (il vecchio) e statue di Beniamino Simoni.
Cappella della Piscina.
Risale al XV secolo, rimaneggiata nel XVI con pregiati stucchi bianchi. Due statue gotiche, oggetto di furto e recuperate successivamente, sono conservate presso il palazzo Simoni-Fè.

### Architetture civili
- Casa Panteghini, 1483.[22].
- Casa Bettoni, 1550.

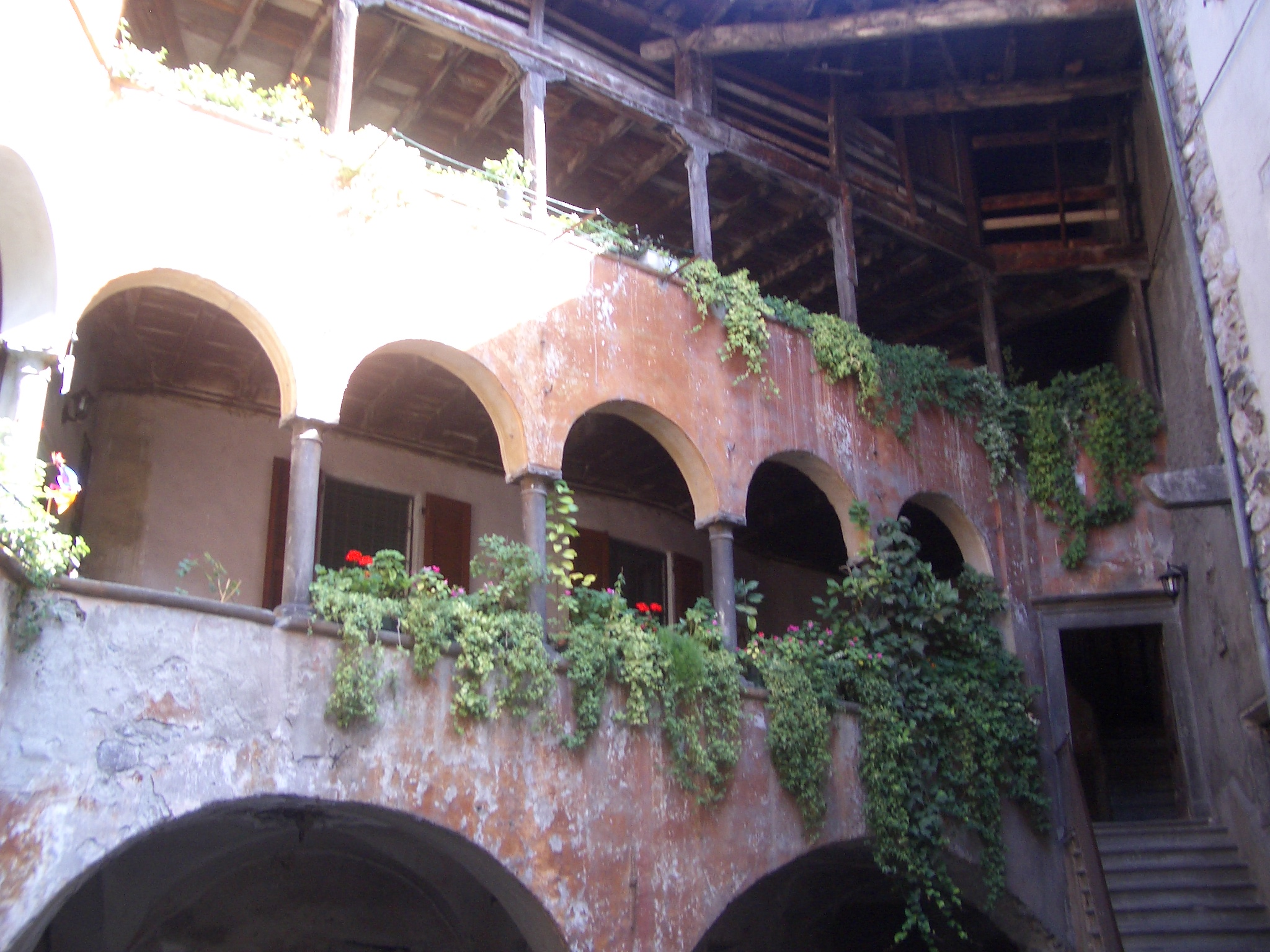
Casa Bettoni 1550 antico palazzo in Bienno

- Palazzo Simoni-Fè Montholon,[23] dato nel 1932 dalla Contessa Paolina d'Ostia-Fè Montholon, moglie di Charles Jean Tristan de Montholon, figlio di Carlo Tristano di Montholon, e fratello di Hélene Charlotte Napoléonne Bonaparte, probabilmente nata dal vincolo della madre Albina con l'Imperatore Napoleone sull'isola di Sant'Elena, lasciato in eredità l'usufrutto dei piani inferiori del palazzo a Liberata Fostinelli e Battista Panteghini, e tutti i loro discendenti ad vitam eternam. La famiglia Panteghini ha lasciato l'usufrutto dei piani inferiori al Comune di Bienno, che ha fatto la biblioteca pubblica e uno centro culturale.
- Scultura Volo dello Spirito 90 x 15 x 35h, si tratta di un'opera pubblica, in ferro, dipinta a mano firmata degli scultori Almeida & Saraceni

## Società

### Evoluzione demografica
Abitanti censiti

### Tradizioni e folclore
Gli scotöm sono nei dialetti camuni dei soprannomi o nomiglioli, a volte personali, altre indicanti tratti caratteristici di una comunità. Quello che contraddistingue gli abitanti di Bienno è Padèle (padelle).
- febbraio, Rogo della matta. Si dava fuoco ad un pupazzo fatto di paglia e cartapesta. Sagnalava la fine del Carnevale e l'inizio della Quaresima[26]
- 29 giugno vigilia santi Pietro e Paolo. Si metteva un albume in una bottiglia e si lasciava all'aperto fino al mattino successivo; al mattino l'albume aveva assunto le fattezze di una barca (Barca di San Pietro).[27]

## Cultura

### Musei

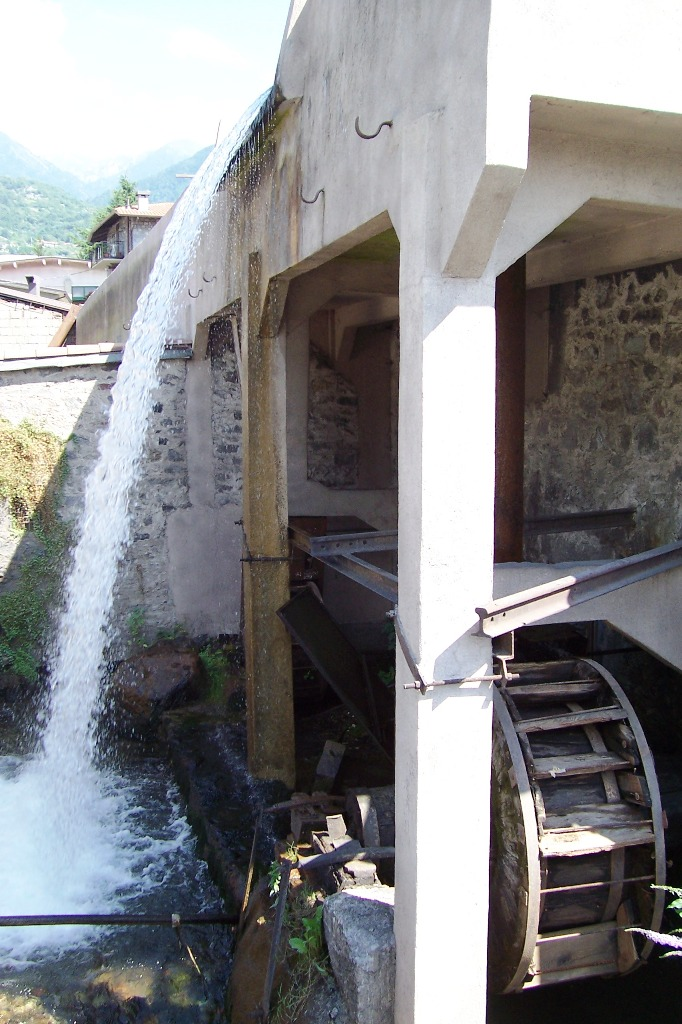
Ruota da maglio della "Scuola in Fucina Andreino Franzoni" sul Vaso Re

- Museo etnografico del ferro, delle arti e tradizioni popolari: in via Artigiani è visitabile la fucina museo, con magli e fornaci tuttora attivati durante le visite.
- Mulino museo

## Economia

### Industria
La valle dove sorge Bienno è detta anche "valle dei Magli" per la tradizionale lavorazione del ferro battuto tramite magli azionati da ruote ad acqua. Parte dell'acqua del torrente Grigna veniva infatti deviata in un invaso artificiale che percorre tuttora il paese da cima a fondo, muovendo ad ogni salto le ruote delle officine dei fabbri. Erano presenti numerosi mulini e segherie
Ancora oggi le imprese presenti a Bienno lavorano nel settore meccanico-siderurgico.

### Turismo
- Chiesa di Santa Maria Annunciata
- Santuario del Cristo Re a Bienno
- Fucina-museo

## Film
Mostra mercato 2014.

## Amministrazione
| Periodo          | Periodo          | Primo cittadino   | Partito      | Carica           | Note |
| ---------------- | ---------------- | ----------------- | ------------ | ---------------- | ---- |
| 24 aprile 1995   | 10 luglio 1996   | Nicola Pedretti   | lista civica | Sindaco          |      |
| 10 luglio 1996   | 18 novembre 1996 | Bortolina Allioni | lista civica | Vicesindaco f.f. |      |
| 18 novembre 1996 | 14 maggio 2001   | Nicola Pedretti   | lista civica | Sindaco          |      |
| 14 maggio 2001   | 16 maggio 2011   | Germano Pini      | lista civica | Sindaco          |      |
| 16 maggio 2011   | 5 ottobre 2021   | Massimo Maugeri   | lista civica | Sindaco          |      |
| 5 ottobre 2021   | 13 giugno 2022   | Antonio Naccari   |              | Commissario      |      |
| 13 giugno 2022   | in carica        | Ottavio Bettoni   | lista civica | Sindaco          |      |